# Апланда
Апла̀нта (на гръцки: Απλάντα) е изоставено село в Кипър, окръг Ларнака. Според статистическата служба на Република Кипър през 2001 г. селото няма жители.
Намира се на 4 km южно от Анлисидес.